# Castalia (mythologie)

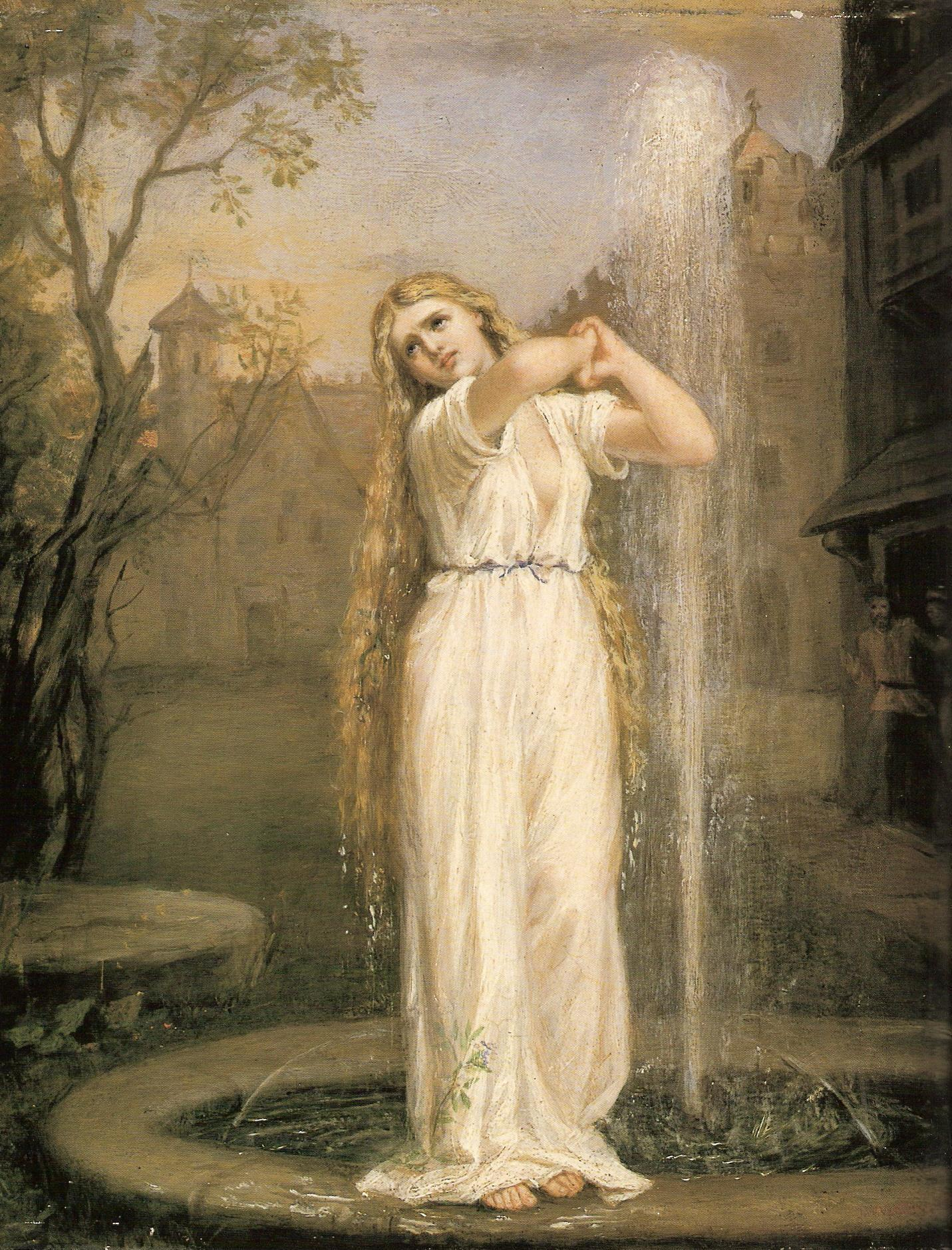
Ondine, door John William Waterhouse.

Castalia (Oudgrieks Κασταλία), was in de Griekse mythologie een nimf die door Apollon in een bron werd veranderd te Delphi in Phokis, aan de voet van de Parnassus of op de Helikonberg, waar de muzen woonden. Apollon wijdde haar aan de muzen toe (Castaliae Musae).
Castalia vormde de inspiratie tot het genie van de dichtkunst bij diegenen die van haar water dronken, of luisterden naar haar zachte geluid. Het heilig water werd ook aangewend om de Delphische tempels te reinigen.
In de 20e eeuw gebruikte de Duitse schrijver Hermann Hesse Castalia als inspiratie voor de naam van de fictieve provincie in zijn meesterwerk uit 1943, Het Kralenspel.